# 完颜爽
完颜爽，金朝宗室、大臣，本名阿邻，女真族，完颜氏，太祖完颜阿骨打之孙，卫王完顏宗強之子。
完颜亮天德三年（1151年），授世袭猛安。正隆二年（1157年），任横海军节度使，后来改为安武军节度使，留京师奉朝请。正隆六年（1161年），违背酒禁，被杖责，贬为化州刺史，夺猛安之职。后来恢复安武军节度使。十月，完颜亮遣使翦灭宗室，他心怀忧惧，不知所出。听说完颜雍在东京（今辽宁辽阳市）即位，抛弃妻儿前去投奔，与弟弟忻州刺史完颜可喜至中都，东迎世宗，被任命为殿前马步军都指挥使。封温王，改秘书监，升任太子太保，进封寿王，判大宗正事。进封英王，转任太子太傅。大定十五年（1175年），摄太尉。恢复世袭猛安，进封荣王，改太子太师。